# Perpezac-le-Blanc
Perpezac-le-Blanc ist eine Gemeinde in Frankreich. Sie gehört  zur Region Nouvelle-Aquitaine, zum Département Corrèze, zum Arrondissement Brive-la-Gaillarde und zum Kanton L’Yssandonnais. 

## Lage
Im nördlichen Gemeindegebiet entspringt das Flüsschen Logne, das zur Vézère entwässert.
Nachbargemeinden sind Ayen im Norden, Saint-Cyprien und Saint-Aulaire im Nordosten, Yssandon im Osten, Brignac-la-Plaine im Süden und Louignac im Westen.

## Wappen
Beschreibung: In Silber ein roter gekrönter Löwe.

## Sehenswürdigkeiten
- Château du Puy
- Kirche Transfiguration-de-notre-Seigneur

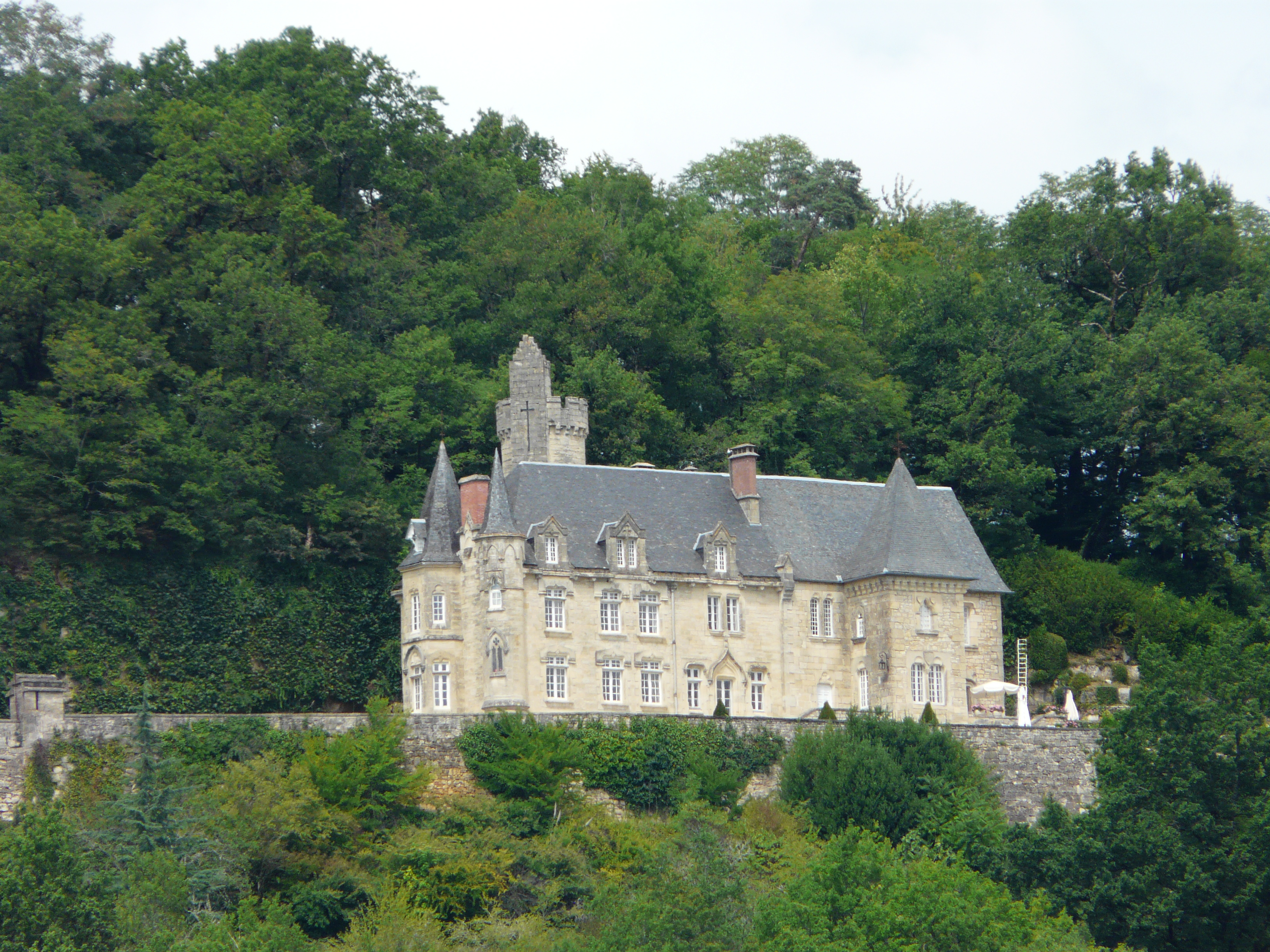
Château du Puy
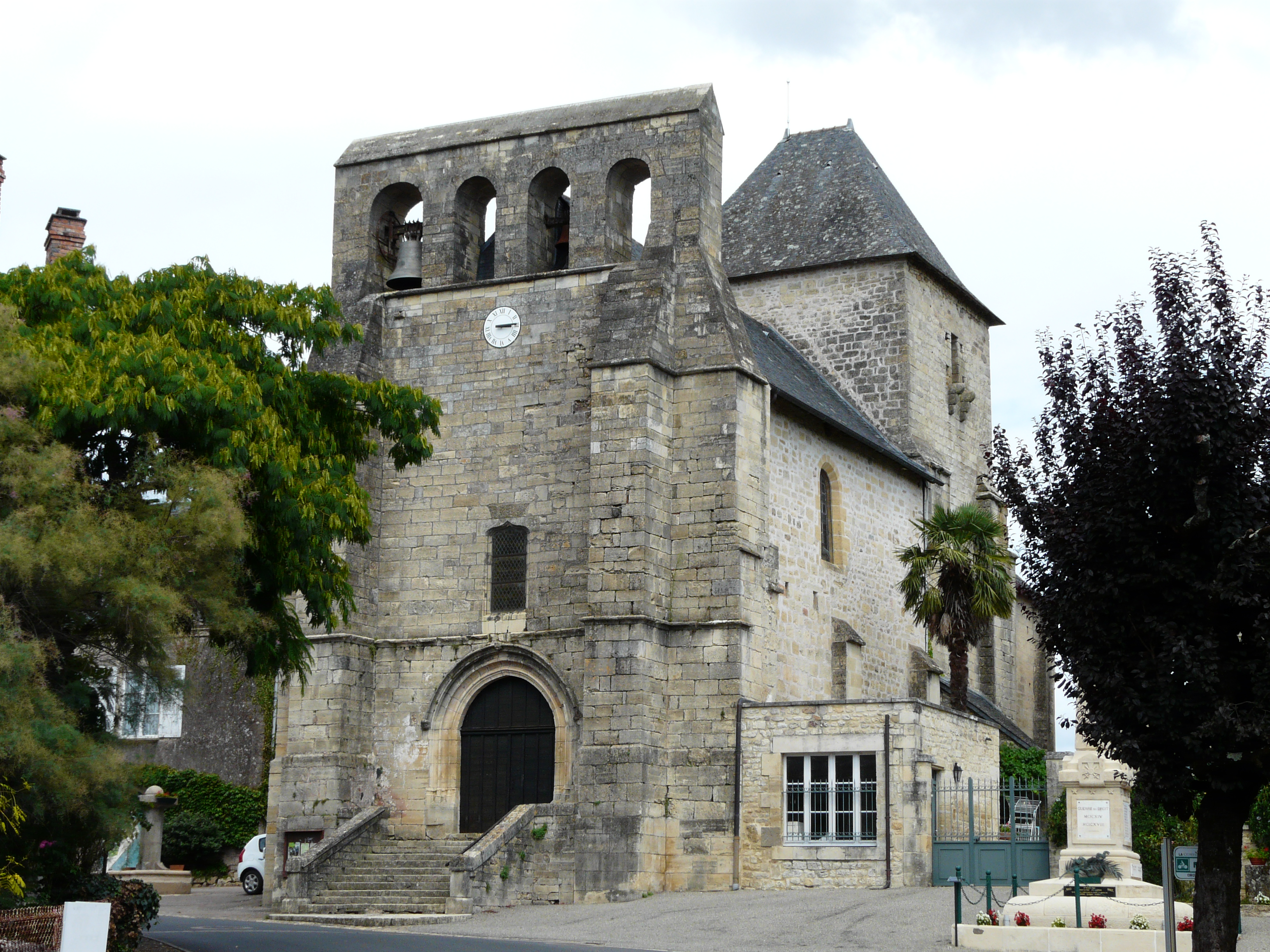
Kirche Transfiguration-de-notre-Seigneur
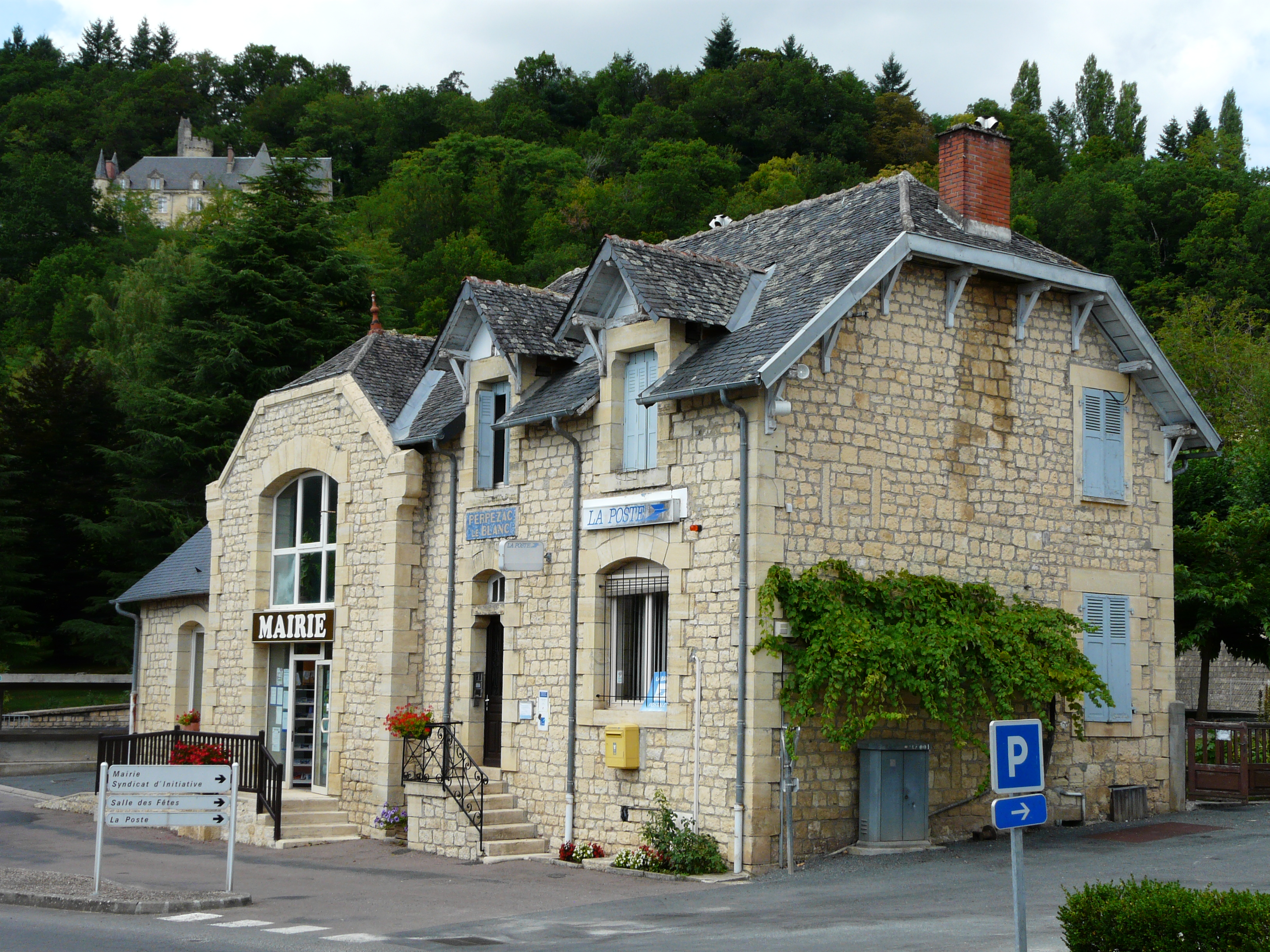
Mairie

## Bevölkerungsentwicklung
| Jahr      | 1962 | 1968 | 1975 | 1982 | 1990 | 1999 | 2008 | 2012 |
| --------- | ---- | ---- | ---- | ---- | ---- | ---- | ---- | ---- |
| Einwohner | 606  | 536  | 437  | 424  | 404  | 405  | 455  | 475  |